# Aït Zineb
Ait Zineb (franska: Ait Zineb (CR), Ait Zineb (Commune Rurale), arabiska: تازناخت (البلدية)) är en kommun i Marocko.   Den ligger i provinsen Ouarzazate och regionen Drâa-Tafilalet, i den centrala delen av landet, 300 km söder om huvudstaden Rabat. Antalet invånare är 9 233.